# AP1S3
AP1S3 (англ. Adaptor related protein complex 1 sigma 3 subunit) – білок, який кодується однойменним геном, розташованим у людей на 2-й хромосомі. Довжина поліпептидного ланцюга білка становить 154 амінокислот, а молекулярна маса — 18 280.
| 10         |  | 20         |  | 30         |  | 40         |  | 50         |
| ---------- |  | ---------- |  | ---------- |  | ---------- |  | ---------- |
| MIHFILLFSR |  | QGKLRLQKWY |  | ITLPDKERKK |  | ITREIVQIIL |  | SRGHRTSSFV |
| DWKELKLVYK |  | RYASLYFCCA |  | IENQDNELLT |  | LEIVHRYVEL |  | LDKYFGNVCE |
| LDIIFNFEKA |  | YFILDEFIIG |  | GEIQETSKKI |  | AVKAIEDSDM |  | LQEVSTVSQT |
| MGER       |  |            |  |            |  |            |  |            |

A: Аланін

C: Цистеїн

D: Аспарагінова кислота

E: Глутамінова кислота

F: Фенілаланін

G: Гліцин

H: Гістидин

I: Ізолейцин

K: Лізин

L: Лейцин

M: Метіонін

N: Аспарагін

P: Пролін

Q: Глутамін

R: Аргінін

S: Серин

T: Треонін

V: Валін

W: Триптофан

Задіяний у таких біологічних процесах, як транспорт, транспорт білків, альтернативний сплайсинг. 
Локалізований у мембрані, клатрин-вкритих заглибинах мембрани, цитоплазматичних везикулах, апараті гольджі.